# Pavillon Tophane
 (mars 2025).
Si vous disposez d'ouvrages ou d'articles de référence ou si vous connaissez des sites web de qualité traitant du thème abordé ici, merci de compléter l'article en donnant les références utiles à sa vérifiabilité et en les liant à la section « Notes et références ».

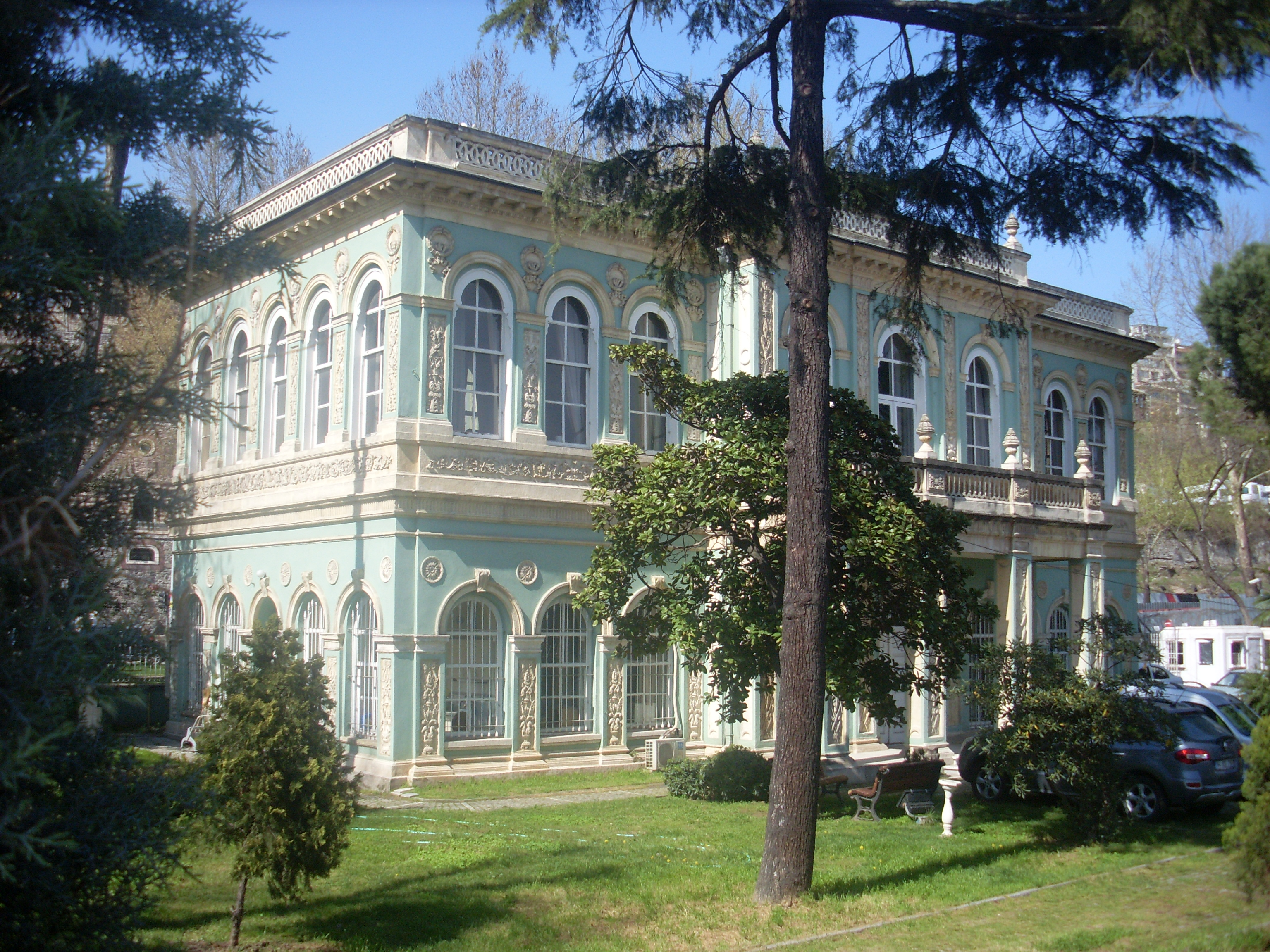
Pavillon Tophane (2013)

Le Pavillon Tophane (en turc Tophane Kasrı), est un édifice historique d'Istanbul construit sur ordre du sultan Abdülmecid Ier. Il est situé dans le quartier de Tophane, à côté de la mosquée Nusretiye. C'est l'un des édifices les plus importants de la place du Vieux Tophane.

## Description
Le bâtiment, construit par l'architecte britannique William James Smith pour le sultan Abdülmecid, a été achevé en 1852. Le pavillon était un lieu utilisé par les sultans lorsqu'ils visitaient les installations militaires de Tophane ou lors de l'accueil des dignitaires étrangers venus visiter la ville par voie maritime. Le grand-duc Constantin, frère du tsar de Russie, y fut reçu par le sultan Abdülmecid et, après la conférence internationale de 1897 qui mit fin à la guerre ottomane-grecque et au traité de Lausanne, la Commission internationale des détroits se réunit dans le pavillon Tophane.
Alors que la rue a été élargie dans le cadre des interventions urbaines réalisées en 1958, la caserne des wagons d'artillerie à l'ouest du pavillon a été démolie, des bâtiments portuaires actuels ont été construits à l'est, la liaison du pavillon avec la mer a été coupée et la place historique a été supprimée. Le bâtiment, qui a longtemps été utilisé comme dortoir pour les anciens combattants handicapés, est maintenant utilisé par l'Université des beaux-arts Mimar Sinan.
Le pavillon est un édifice néo-classique à deux étages de plan rectangulaire, parallèle à la mer. Les décorations extérieures, les porte-à-faux de style baroque placés sur les consoles du deuxième étage, les décorations de plafond sculptées à la main et les cheminées en marbre comptent parmi les éléments les plus frappants du pavillon.

## Source de traduction
- (Türkçe) Cet article est partiellement ou en totalité issu de l’article de Wikipédia en turc intitulé « Tophane Kasrı » (voir la liste des auteurs).